# Baggio Siadi
Baggio Siadi Ngusia (Kinshasa, 21 de julho de 1997) é um futebolista congolês que atua como goleiro. Atualmente defende o TP Mazembe.

## Carreira
Formado nas categorias de base do FC Patronage e do FC Pibol, Siadi estreou profissionalmente no DC Motema Pembe, onde atuou entre 2014 e 2018. Defendeu também AS Nyuki e Groupe Bazano antes de assinar com o TP Mazembe em 2021. Pelos Corvos, foi campeão nacional na temporada 2021–22.

## Carreira internacional
Siadi fez sua estreia pela Seleção da República Democrática do Congo em setembro de 2019, na derrota por 3 a 2 para Ruanda, em amistoso disputado na capital congolesa.
Fez parte do elenco que disputou a Copa das Nações Africanas de 2023, sendo o único atleta a representar uma equipe local. Foi o terceiro goleiro da equipe, que chegou até a semifinal, sendo derrotada pela anfitriã Costa do Marfim por 1 a 0.

## Títulos
TP Mazembe
- Campeonato Nacional de Futebol da República Democrática do Congo: 2021–22